# Territorio federal de Entre Ríos
El Territorio Federal de Entre Ríos o Territorio Federalizado de la Capital fue constituido el 24 de marzo de 1854 para que su capital, la ciudad de Paraná sirviera de capital provisional de la Confederación Argentina. Subsistió hasta el 1 de mayo de 1860 cuando fue desfederalizado y restablecida la Provincia de Entre Ríos, continuando sin embargo Paraná como capital provisional de la Confederación hasta el 2 de diciembre de 1861.

## La cuestión capital
La Constitución Nacional sancionada en Santa Fe de la Vera Cruz el 1 de mayo de 1853, luego de que el Ejército Grande liderado por el gobernador de Entre Ríos, Justo José de Urquiza, triunfara en la Batalla de Caseros derrocando al gobernador de Buenos Aires, Juan Manuel de Rosas, estableció como capital nacional a la ciudad de Buenos Aires: 

Artículo 3: Las Autoridades que ejercen el Gobierno federal residen en la Ciudad de Buenos Aires, que se declara capital de la Confederación por una ley especial.

La ley especial fue sancionada el 6 de mayo de 1853, sin embargo, la separación del Estado de Buenos Aires del resto de la Confederación y su rechazo a la federalización de la ciudad y sus recursos, impidió que se cumpliera el artículo constitucional y el gobierno de la Confederación Argentina se instaló en la ciudad de Paraná, entonces capital de la Provincia de Entre Ríos.

## Federalización de Entre Ríos

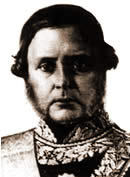
Justo José de Urquiza, presidente de la Confederación Argentina.

El general Urquiza fue elegido como presidente (1854-1860) constitucional del país, debiendo dejar su cargo de gobernador de Entre Ríos. Asumió el 5 de marzo de 1854 y decidió federalizar todo el territorio entrerriano, el cual quedó bajo el mando directo del presidente Urquiza y del Congreso.

Paraná, 24 de marzo de 1854.

El Vice Presidente de la Confederacion Argentina, ha acordado y—

DECRETA:

Art. 1 ° Queda designada para Capital Provisoria de la Confederacion Argentina, la Ciudad del Paraná, Capital de la Provincia de Entre Ríos, en donde ha fijado su residencia el Gobierno Federal.

Art. 2 ° Llenadas las prescripciones que requiere la Ley de 13 de diciembre dada por el Soberano Congreso Constituyente, declárase federalizada la Provincia de Entre Rios en toda su estension y sujeta á la jurisdiccion inmediata de la Legislatura Nacional y del Presidente de la Confederacion, en todos los ramos de su Administracion.

Art. 3° Circúlese á todas las corporaciones, tribunales y gefes de las oficinas de dicha Provincia, para que se pongan á disposicion del Ministerio á que correspondan.

Art. 4° Los Ministros por los Departamentos respectivos impartirán desde luego á dichas corporaciones, tribunales y oficinas las órdenes que demande el servicio público.

Art. 5 ° El Ministro del Interior queda especialmente encargado de la ejecucion de este decreto que comunicará á quienes corresponda y dará al Registro Nacional.

CARRIL - José Benjamin Gorostiaga.
Decreto del Vice-Presidente designando la Ciudad del Paraná para Capital Provisoria de la Confederacion Argentina.

Durante casi la mitad del mandato presidencial, Urquiza no residió en Paraná, sino que gobernaba desde el Palacio San José, que se estaba construyendo cerca de Concepción del Uruguay. Durante sus ausencias lo reemplazó el vicepresidente Del Carril.

## Organización del territorio

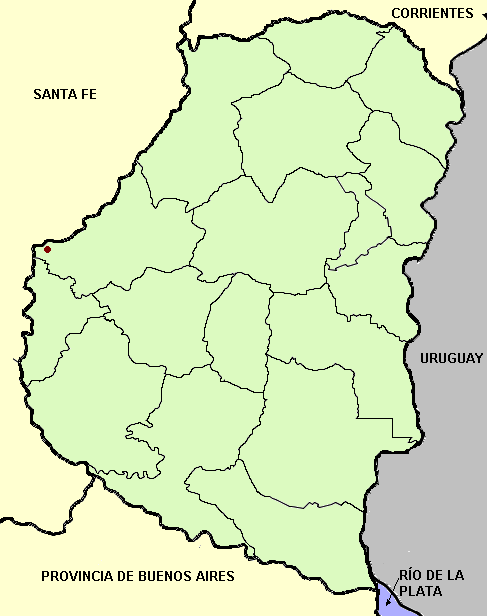
Provincia de Entre Ríos en la actualidad.

Todas las ramas de la administración provincial pasaron a la dependencia de los ministerios de la Confederación, dependientes del presidente. Al desaparecer la Legislatura provincial, la legislación pasó a ser competencia del Congreso Nacional.
Entre Ríos permaneció dividida en 10 departamentos a su vez subdivididos en un total de 68 distritos de campaña. Siendo los departamentos: del Paraná, del Diamante, de la Paz, de la Victoria, de Nogoyá, de Gualeguay, de Gualeguaychú, del Uruguay, de Villaguay y de la Concordia.
Las 10 cabeceras de los departamentos tenían un comandante y juez de paz, cada distrito de campaña estaba al mando de un alcalde de distrito; y había un alcalde de barrio en los pueblos de: Diamante, La Paz, Tala, Villaguay, Concordia, Federación y 2 en el de Nogoyá. La ciudad de Paraná estaba dividida en 6 cuarteles numerados al mando de alcaldes de cuartel, la villa de la Victoria en 4, la de Gualeguay en 4, la de Gualeguaychú en 4 y la ciudad de Concepción del Uruguay en 4 cuarteles.
Existían en Entre Ríos 10 ciudades y villas: Diamante, La Paz, Rosario del Tala, Villaguay, Concordia, Federación, Nogoyá, Paraná, Victoria, Gualeguay, Gualeguaychú y Concepción del Uruguay.
El 2 de julio de 1857 Urquiza mandó fundar la Colonia San José, tras la llegada de 530 inmigrantes suizos, saboyanos y piamonteses el día anterior.

## Desfederalización de Entre Ríos
El 29 de septiembre de 1858 el Congreso Nacional sancionó la ley de desfederalización de Entre Ríos, permaneciendo Paraná con su ejido federalizada y como capital provisoria de la Confederación. 

El Senado y Cámara de Diputados, etc., etc.

Art. 1° El Poder Ejecutivo Nacional, convocará á la Provincia de Entre-Rios á Convencion Constituyente, á efecto de restablecer sus poderes Provinciales y darse su Constitucion con arreglo, al artículo 5.º de la Constitucion Nacional.

Art. 2.º Queda en consecuencia el artículo 2.º del decreto de 24 de marzo de 1854 que federalizó todo el territorio de la Provincia de Entre Ríos, en conformidad á la sancion de su Legislatura de 22 de marzo del mismo año, y artículo 3.º de la ley de 13 de diciembre de 1853.

Art. 3° Continuará siendo Capital provisoria de la Confederacion, la Ciudad del Paraná, con el éjido comprendido entre el Rio Paraná y los arroyos Paracao y Yeso al Sud y Norte, y al Este una línea recta paralela al Paraná, que una estos arroyos á una legua de la plaza 1 ° de Mayo, único territorio que permanecerá federalizado.

Art. 4.º Queda autorizado el Poder Ejecutivo para hacer los gastos que demande la organizacion definitiva y completa de los poderes provinciales.

Art. 5° Comuniquese al Poder Ejecutivo.

Sala de Sesiones del Congreso en el Paraná, Capital Provisoria de la Confederacion Argentina á veinte y nueve días del mes de Septiembre de mil ochocientos cincuenta y ocho.

PASCUAL ECHAGUE - MATEO LUQUE - Carlos M. Saravia (secretario) - Jonas Larguia (Pro-secretario)
LEY - Desfederalizando la Provincia de Entre Rios.

La ley convocó a una Convención Constituyente, siendo realizadas las elecciones los días 15, 16 y 17 de noviembre de 1859. La Convención se reunió por ley en Concepción del Uruguay, siendo su presidente el general Manuel Urdinarrain y secretario el Dr. Federico Ibarguren. El 15 de febrero de 1860 fue sancionada la nueva Constitución de la provincia de acuerdo a los principios, declaraciones y garantías de la Constitución Nacional, la que fue aprobada por el Congreso Nacional el 29 de febrero (aprobación exigida por la constitución, luego derogada por la reforma de 1860).
La Convención Constituyente, que dictó la Constitución eligió al general Urquiza como gobernador de la provincia. Urquiza finalizó su mandato como presidente el 5 de marzo de 1860, siendo sucedido por Santiago Derqui. 

Art. 1° La Provincia de Entre-Rios, con los límites que le pertenecen hasta ulterior resolucion del Congreso Nacional, con esclusion de la ciudad del Paraná y su circuito declarado Capital Provisoria por la Ley de 3 de octubre de 1859, y mientras de esa manera subsista, es parte integrante de la República conforme á la Constitucion Federal de 1853.

Art. 1 - 9° La residencia de las Autoridades de la Provincia será la Ciudad de la Concepcion del Uruguay, reinstalada en su rango de Capital por una ley especial.
Constitución de Entre Ríos de 1860

## Territorio Federal de la Ciudad de Paraná
El 1 de mayo de 1860 fue restablecida la Provincia de Entre Ríos asumiendo el gobernador Urquiza en Concepción del Uruguay, permaneciendo el presidente Derqui y el Congreso Nacional en la ciudad de Paraná.
El 7 de septiembre de 1860 una ley mandó fundar Villa Urquiza, para ser la cabecera provisoria del Departamento Paraná. Siendo instalada el 8 de diciembre.
Por la firma del Pacto de San José de Flores el 11 de noviembre de 1859, la Provincia de Buenos Aires aceptó reincorporarse a la Confederación, previa una reforma de la Constitución Nacional que contemplara sus objeciones. Esa reforma fue sancionada el 23 de septiembre de 1860, retirándose la mención de Buenos Aires como capital de la Nación: 

la ciudad que se declare Capital de la República por una ley especial del Congreso, previa cesión hecha por una o más legislaturas provinciales, del territorio que haya de federalizarse.

El 30 de septiembre de 1860 el Congreso Nacional designó como capital provisoria a la ciudad de Buenos Aires mediante la Ley N.º 250, pero una nueva ruptura de esta con la presidencia impidió el traslado de los poderes desde Paraná.

## Traslado de la capital a Buenos Aires
El 18 de septiembre de 1861 se produjo la Batalla de Pavón, que significó el fin de la Confederación Argentina y la reincorporación del Estado de Buenos Aires en calidad de miembro dominante del país. Bartolomé Mitre invadió Santa Fe y el presidente Derqui renunció el 5 de noviembre y se refugió en Montevideo. La caída del gobierno nacional hizo que Entre Ríos reasumiera provisoriamente su soberanía el 1 de diciembre de 1861 y el 2 de diciembre la ciudad de Paraná fue reincorporada a la Provincia de Entre Ríos mediante un decreto del gobernador Urquiza quien nombró como jefe político para regirla al brigadier José María Francia, con iguales atribuciones a los jefes de los 10 departamentos (hasta que a mediados de 1863 volvió a ser capital del Departamento Paraná).
El 12 de diciembre de 1861 el vicepresidente Juan Esteban Pedernera declaró caduco al gobierno nacional, declarando:

(...) en receso el Poder Ejecutivo Nacional, hasta que la Nación, reunida en Congreso, dicte las medidas consiguientes a salvar las dificultades que obligan al Gobierno a tomar esta disposición.

Mitre lo asumió provisoriamente la presidencia el 12 de abril de 1862 fijando la capital provisional en Buenos Aires.